# Clemmensenova redukcija
Clemmensenova redukcija je kemijska reakcija, v kateri se ketoni (in aldehidi) s cinkovim amalgamom in klorovodikovo kislino reducirajo v alkane. Reakcija se imenuje po danskem kemiku Eriku Christianu Clemmensenu.
Reakcija je zlasti učinkovita za redukcijo aril-alkil ketonov, ki nastanejo s Friedel-Craftsovo acilacijo. Za alifatske ali ciklične ketone je bolj učinkovita  redukcija  s kovinskim cinkom.
Substrat mora biti stabilen v zelo kislih pogojih, v katerih poteka Clemmensenova redukcija. Za substrate, ki v kislem niso obstojni, je primerna Wolff-Kishnerjeva redukcija, ki poteka v močno bazičnem okolju. Bolj mila metoda je Mozingova redukcija. Odcepljeni kisikov atom se pretvori v molekulo vode.